# Pär Arvidsson
Pour les articles homonymes, voir Arvidsson.
Pär Johan Arvidsson, né le 27 février 1960 à Finspång (Suède), est un nageur suédois, spécialiste des courses de papillon.

## Carrière
Pär Arvidsson termine septième de la finale du relais 4 × 100 mètres nage libre des Jeux olympiques de 1976 à Montréal. Il remporte aux championnats d'Europe de natation 1977 une médaille d'argent en 100 mètres papillon et une médaille de bronze en 200 mètres papillon. L'année suivante, il est médaillé de bronze aux championnats du monde en 100 mètres papillon.
Pär Arvidsson est sacré champion olympique du 100 mètres papillon aux Jeux olympiques de 1980 à Moscou, et se classe septième de la finale du 200 mètres papillon.
Il remporte aux championnats d'Europe de natation 1981 deux médailles d'argent, l'une en 100 mètres papillon et l'autre en relais 4 × 100 mètres 4 nages.